# Roger Gouze
Pour les articles homonymes, voir Gouze.
Roger Gouze (25 août 1912, Chalon-sur-Saône - 10 novembre 2005 en région parisienne) est un professeur, écrivain, journaliste et homme de théâtre français.

## Biographie
Ses parents, Antoine Gouze et Renée Flachot, sont tous deux instituteurs. Sa sœur Christine (1914-2002), devint productrice pour le cinéma et la télévision sous le nom de Christine Gouze-Rénal. Sa sœur cadette, Danielle (1924-2011), fut l'épouse de François Mitterrand de 1944 jusqu'au décès de ce dernier. En 1933, il épouse le professeur de mathématique Lucienne Besson (1908–1991) ; ils eurent quatre enfants.
Roger Gouze fait ses études à Paris. Au lycée Henri-IV, il est marqué par l’enseignement du philosophe Alain. 
Après avoir obtenu son diplôme de philosophie, il part en 1936 enseigner à Chambéry, où il resta jusqu'en 1939. En 1940, il entre à l’Alliance française : il est inspecteur de l'Alliance au Brésil et en Argentine entre 1940 et 1946, puis en devient le délégué général en 1978.
Entre 1981 et 1993, alors que son beau-frère est président de la République, Roger Gouze collabore au ministère des affaires étrangères. Il est notamment conseiller technique et chargé de mission auprès de Roland Dumas.
Outre ses livres, il collabore à la revue Vivre en poésie, et à Radio France. Il est occasionnellement homme de théâtre : son adaptation du Droit à la paresse de Paul Lafargue est montée au Théâtre du Lucernaire en 1999 ; sa pièce Quand tournaient les tables chez Victor Hugo est mise en scène par Jean-François Chatillon en 2002. En 2001, il est interrogé comme joker par Liane Foly et Roger Hanin dans l'émission Qui veut gagner des millions ? pour savoir quelle est l'orthographe au pluriel du mot "chausse-pied".
Il présidait l'association La Mémoire des Lieux[réf. nécessaire].
Roger Gouze est mort à 93 ans en région parisienne. Il est enterré à Cluny (Saône-et-Loire).

## Œuvres

### Romans et fiction
- Couqui, Julliard, 1954
- Les jumeaux, Julliard, 1957
- Clessy-les-Vignes, Julliard, 1961
- La partie de Bambu, Julliard, 1963
- Dernier vol, Aleï, 1987

### Essais et autres
- Les Bêtes à Goncourt : un demi-siècle de batailles littéraires, Hachette, 1973
- Le bazar des lettres, Calmann-Lévy, 1977
- Un Demi-siècle de poésie française : 1920-1970 : anthologie, éditions Saint-Germain des Prés, 1980
- Les Miroirs parallèles, Calmann-Lévy, 1982
- Recettes du monde…, Nathan, 1983
- L'Impromptu de Cornatin ou La Fête de Monsieur de Lamartine, théâtre, édition du Jacquemart, 1984
- Journal d'arrière-garde, Calmann-Lévy, 1987
- Avec rime et raison, le cherche midi, 1989
- Journal d'un fumeur, le cherche midi, 1992
- Mitterrand par Mitterrand, le cherche midi, 1994
- Entretien avec Julien Gracq, 1996
- Venise : entre les lignes, Denoel, 1999, co-auteur avec Eveline Schlumberger et Hélène Demoriane
- Le bonheur de l'âge, Edition Romada, 2008